# José de Jesús Aceves
José de Jesús Aceves Padilla (Guadalajara; 9 de febrero de 1953) es un exfutbolista mexicano que jugaba como delantero. Es el segundo máximo goleador del Atlas FC con 82 goles.

## Trayectoria
Con 18 años, debutó como jugador del Atlas FC de su ciudad, ya que un par de años antes, estaba en sus divisiones inferiores.
En 1976 pasó al Club América capitalino, siendo campeón de la Copa de Campeones de la Concacaf 1977 y de la Copa Interamericana 1977. Después pasó al CF Atlante, también de la Ciudad de México, donde estaría dos años, para luego estar en el CD Tampico, Tecos de la UAG, volver al Atlas, Tigres de la UANL, otra vez a Atlas y finalmente retirarse con los Tigres en 1990.

## Selección nacional
Solo estuvo dos años con la selección de México, jugando en 8 partidos, entre ellos, en el proceso clasificatorio hacia la Copa Mundial de 1978, donde a pesar de haber ganado el Campeonato de Naciones, que daba el boleto a la cita mundialista, no fue seleccionado para disputarla.
Anotó su único gol en la victoria de 2-1 sobre Perú en un amistoso el 24 de mayo de 1977 al minuto 81' en el Estadio Universitario.

### Participaciones en Campeonatos Concacaf
| Copa                                       | Sede   | Resultado | Partidos | Goles |
| ------------------------------------------ | ------ | --------- | -------- | ----- |
| Campeonato de Naciones de la Concacaf 1977 | México | Campeón   | 2        | 0     |

## Clubes
| Club              | País   | Año       |
| ----------------- | ------ | --------- |
| Atlas             | México | 1970-1976 |
| América           | México | 1976-1978 |
| Atlante           | México | 1978-1980 |
| Tampico           | México | 1980-1981 |
| Tecos de la UAG   | México | 1981-1983 |
| Atlas             | México | 1983-1986 |
| Tigres de la UANL | México | 1986-1987 |
| Atlas             | México | 1987-1988 |
| Tigres de la UANL | México | 1989-1990 |

## Palmarés

### Títulos nacionales
| Título           | Equipo | País   | Año     |
| ---------------- | ------ | ------ | ------- |
| Segunda División | Atlas  | México | 1971-72 |

### Títulos internacionales
| Título                                | Equipo (*)     | País    | Año  |
| ------------------------------------- | -------------- | ------- | ---- |
| Preolímpico de Concacaf               | México amateur | Varias  | 1972 |
| Campeonato de Naciones de la Concacaf | México         | México  | 1977 |
| Copa de Campeones de la Concacaf      | América        | Surinam | 1977 |
| Copa Interamericana                   | América        | México  | 1978 |

(*) Incluyendo la Selección.